# Michael Viktořík (historik)
Michael Viktořík (* 16. září 1979, Šternberk) je český historik zaměřující se sociální a hospodářské dějiny, dějiny vojenství a regionální dějiny 19. a 20. století.

## Životopis
Vystudoval historii na Filozofické fakultě Univerzity Palackého (Mgr., 2003), kde si později udělal i doktorát (Ph.D., 2006). Habilitoval se v roce 2016 na Ostravské univerzitě. Od roku 2016 působí na Katedře historie Filozofické fakulty Univerzity Palackého.
Známý je jeho výzkum fortifikace Olomouce.

## Dílo (výběr)
- Čokoládovnický a cukrovinkářský průmysl v Olomouci. Olomouc 2008. ISBN 978-80-244-2047-9.
- Hinter den Wällen der Festungsstadt. Ein Beitrag zu Alltagsleben, Organisation und Einrichtung der Festungsstadt im 19. Jahrhundert (am Beispiel der Festung Olmütz). České Budějovice 2018. ISBN 978-80-88030-28-7.
- Litovelský cukrovar. Dějiny podniku od jeho založení až do současnosti. Litovel 2005. ISBN 80-239-5702-3.
- Osudy olomouckých sladoven a sladovnických firem v kontextu vývoje sladovnického průmyslu od 60. let 19. století do roku 1948. Olomouc 2007. ISBN 978-80-244-1708-0.
- Táborová pevnost Olomouc. Modernizace olomoucké pevnosti v 19. století. České Budějovice 2011. ISBN 978-80-86829-71-5.